# Parafia Matki Bożej Królowej Polski w Hucisku
Parafia Matki Bożej Królowej Polski w Hucisku – parafia należąca do dekanatu Biłgoraj - Południe diecezji zamojsko-lubaczowskiej. Erygowana 23 stycznia 1981 roku. Prowadzą ją księża diecezjalni.
Do parafii należą: Hucisko, Hucisko Kol., Kusze, Nowa Wieś, Półsieraków, Ryczki, Sieraków, Wólka.